# Fredy Lienhard
Pour les articles homonymes, voir Lienhard.
Fredy Alfred Lienhard, né le 14 septembre 1947, est un homme d'affaires et un pilote automobile suisse.

## Biographie
C'est en 1944 que son père Alfred Lienhard a créé une entreprise de fabrication de produits en acier, elle prend le nom de LiSta (Lienhard Stahlbau) en 1953. À sa mort d'un infarctus en 1970, Fredy Lienhard reprend la société et la développe depuis cette date. Le Lienhard Office Group est aujourd'hui le plus grand acteur dans l'aménagement de bureaux en Suisse.

## Sport automobile

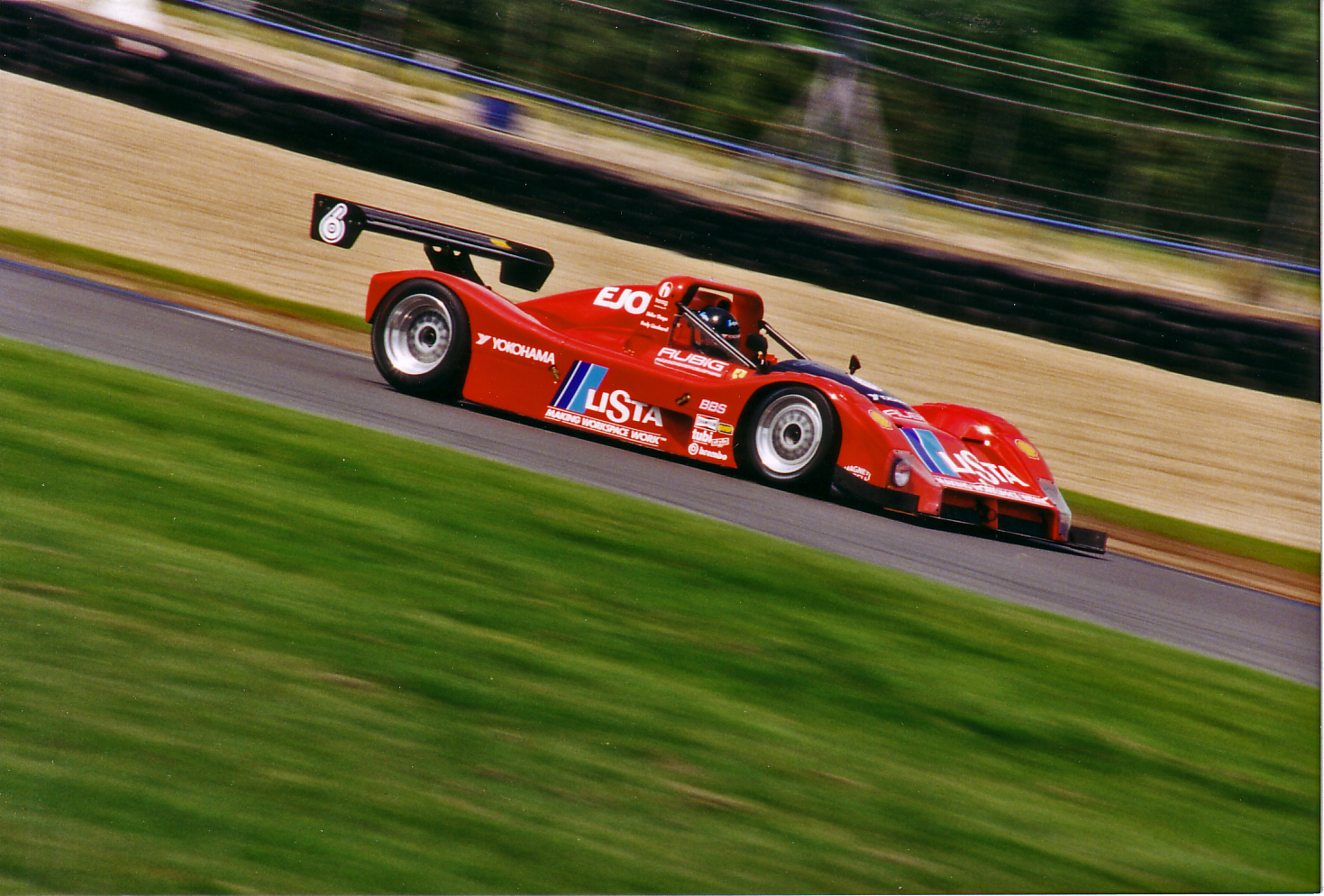
La Ferrari 333 SP du Lista Racing

En 1968, Fredy Lienhard a fondé le Lista Racing pour courir en monoplace. Dans les années 1990, il prend possession d'une Ferrari 333 SP pour s'engager avec Didier Theys

## Palmarès
- FIA Sportscar
  - Vainqueur de l'épreuve de Zolder en 1997 avec Didier Theys
  - Vainqueur de l'épreuve du Castellet en 1998 avec Didier Theys

- United States Road Racing Championship
  - Vainqueur de l'épreuve de Lime Rock en 1999 avec Didier Theys

- Grand American Road Racing Championship/Rolex Sports Car Series
  - Vainqueur de l'épreuve de Road America en 2000 et 2001 avec Didier Theys et Mauro Baldi
  - Vainqueur des 6 Heures de Watkins Glen en 2001 avec Didier Theys et Mauro Baldi
  - Vainqueur des 24 Heures de Daytona en 2002 avec Max Papis, Didier Theys et Mauro Baldi

- Le Mans Series
  - Vainqueur de la catégorie LMP2 aux 1 000 kilomètres de Monza 2007 avec Eric van de Poele et Didier Theys